# Hadites tegenarioides
Hadites tegenarioides är en spindelart som beskrevs av Eugen von Keyserling 1862. Hadites tegenarioides ingår i släktet Hadites och familjen trattspindlar.
Artens utbredningsområde är Kroatien. Inga underarter finns listade i Catalogue of Life.